# Sean Ryan
Sean Ryan (13 agosto 1992) è un nuotatore statunitense.

## Palmarès
- Mondiali

Shanghai 2011: oro nella 5 km.
- Universiadi

Kazan 2013: oro nei 1500 m sl.